# Lucille Opitz
Lucille Opitz (24 november 1977) is een Duitse oud-langebaanschaatsster.
Opitz kwam bij de Olympische Winterspelen 2006 in Turijn in de voorronden bij de dames-ploegenachtervolging uit voor Duitsland en won daarbij, ofschoon de finale door Daniela Anschütz-Thoms, Anni Friesinger en Claudia Pechstein gereden werd, toch een gouden medaille bij de ploegenachtervolging. De vijfde Duitse medaillewinnares is Sabine Völker, die eveneens alleen in de voorronden meereed.
Lucille Opitz nam deel aan zeven WK Allroundtoernooien (2002-2004, 2006-2009) maar reed geen enkele keer de afsluitende vierde afstand. Op het EK Allround presteerde ze beter. Ze nam vijf keer deel (2004, 2006-2009) en eindigde respectievelijk op de 7e, 7e, 8e, 11e en 11e plaats.

## Persoonlijk records
| Afstand    | Tijd    | Datum            | Baan           |
| ---------- | ------- | ---------------- | -------------- |
| 500 meter  | 40,22   | 3 november 2007  | Calgary        |
| 1000 meter | 1.18,71 | 28 februari 2009 | Salt Lake City |
| 1500 meter | 1.57,13 | 17 november 2007 | Calgary        |
| 3000 meter | 4.04,26 | 4 maart 2007     | Calgary        |
| 5000 meter | 7.13,11 | 18 oktober 2006  | Inzell         |

## Resultaten
| Jaar | EK Allround | Olympische Spelen                     | WK Afstanden              | WK Allround | WK Junioren |
| ---- | ----------- | ------------------------------------- | ------------------------- | ----------- | ----------- |
| 1997 |             |                                       |                           |             | NC21        |
| 2002 |             |                                       |                           | NC17        |             |
| 2003 |             |                                       |                           | NC17        |             |
| 2004 | 7e          |                                       | 21e 1500m                 | NC18        |             |
| 2005 |             |                                       |                           |             |             |
| 2006 | 7e          | 30e 1500m · 14e 5000m · achtervolging |                           | NC17        |             |
| 2007 | 8e          |                                       | 11e 1500m · achtervolging | NC15        |             |
| 2008 | 11e         |                                       | achtervolging             | NC20        |             |
| 2009 | 11e         |                                       | 15e 3000m                 | NC17        |             |

### Medaillespiegel
| Kampioenschap     | Goud · | Zilver · | Brons · |
| ----------------- | ------ | -------- | ------- |
| Olympische Spelen | 1      | 0        | 0       |
| WK Afstanden      | 0      | 0        | 2       |

2006: Anschütz-Thoms/Friesinger/Opitz/Pechstein/Völker ·
2010: Anschütz-Thoms/Beckert/Friesinger-Postma/Mattscherodt ·
2014: Van Beek/Leenstra/Ter Mors/Wüst ·
2018: Kikuchi/Sato/M. Takagi/N. Takagi ·
2022: Blondin/Maltais/Weidemann